# Josep Maria Castellet i Díaz de Cossío
Josep Maria Castellet i Díaz de Cossío (Barcelona, 15 de desembre de 1926 - Barcelona, 9 de gener de 2014) va ser un escriptor, crític literari i editor català. Va tenir un paper destacat en la vida cultural catalana i espanyola de la segona meitat del segle xx. Va ser director literari d'Edicions 62 (1964–1996) i, posteriorment, president del Grup 62. Va ser fundador i primer president de l'Associació d'Escriptors en Llengua Catalana, membre del consell directiu de la Comunità europea degli scrittori, jurat del Prix international de Littérature i degà de la Institució de les Lletres Catalanes de 2006 a 2010.

## Biografia
Format com a crític literari en revistes universitàries, destaquen la seva activa participació en el consell de redacció de la revista Laye (1950–1954), amb una posició crítica sobre la literatura espanyola del moment, i la publicació d'un primer recull d'articles: Notas sobre literatura española contemporánea (1955). La voluntat renovadora i la descoberta de la crítica literària europea del grup de Laye el durà a escriure La hora del lector (1957). L'interès per donar a conèixer el grup de joves poetes que han començat a publicar a Laye (Carlos Barral, Jaime Gil de Biedma i José Agustín Goytisolo) culminarà en la polèmica antologia Veinte años de poesía española (1960), que postula el realisme històric. Deu anys més tard una nova antologia, Nueve novísimos poetas españoles (1970), marcarà el canvi de les noves tendències poètiques després del realisme. El 1963 publica Poesia catalana del segle XX (1963) en col·laboració amb Joaquim Molas, que assumeix els preceptes del realisme històric, que més endavant desenvolupa teòricament a Poesia, realisme, història (1965).
La producció crítica d'aquesta etapa se centra en dos llibres importants: la lectura estructuralista de la poesia espriuana —Iniciació a la poesia de Salvador Espriu (1971)— i l'anàlisi de la riquesa narrativa de l'obra planiana: Josep Pla o la raó narrativa (1978). A Per un debat sobre la cultura a Catalunya (1983) articula una reflexió sobre el paper de la cultura en la nova situació democràtica i el marc autonòmic català. L'última etapa, centrada en la literatura memorialística —i iniciada amb la redacció d'un dietari que no publicarà fins al 2007: Dietari de 1973—, arrenca amb força amb Els escenaris de la memòria (1988), amb què inaugura, a través del retrat literari, l'aproximació a la pròpia autobiografia i que continua a Seductors, il·lustrats i visionaris (2009) i Memòries confidencials d'un editor. Tres escriptors amics. (2012).

## Obra
- 1955. Notas sobre literatura española contemporánea, Laye, Barcelona.
- 1957. La hora del lector, Seix Barral, Barcelona (Trad. italiana: Einaudi, Torí, 1957).
- 1958. La evolución espiritual de E. Hemingway, Taurus, Madrid.
- 1960. Veinte años de poesía española (1939-1959), Seix Barral, Barcelona, 2a ed., 1960; 3a ed., 1962. (Trad. italiana: Feltrinelli, Torí, 1962). De la 4a. ed. enllà, sota el títol: Un cuarto de siglo de poesía española (1939-1964), Seix Barral, Barcelona, 1966; 1969; 1973.
- 1963. Poesia catalana del segle xx, Edicions 62, Barcelona, 5a ed., 1980. (En col·laboració amb J. Molas).
- 1965. Poesia, realisme, història, Edicions 62, Barcelona.
- 1969. Lectura de Marcuse, Edicions 62, Barcelona. (Ed. original en català. Versió castellana: Seix Barral, Barcelona, Reimpressió 1971).
- 1969. Ocho siglos de poesia catalana, Alianza Editorial, Madrid. (Antologia biblingüe, en col·laboració amb J. Molas) Nova edició 1976.
- 1970. Nueve novísimos poetas españoles, Barral Editores, Barcelona. (Trad. italiana: Einaudi, Torí, 1976).
- 1971. Iniciación a la poesía de Salvador Espriu, Taurus Ediciones, Madrid, Premi Taurus d'Assaig 1970. (Edició catalana: Edicions 62, Barcelona. Noves edicions: 1978, 1984).
- 1975. Qüestions de literatura, política i societat, Edicions 62, Barcelona.
- 1976. Literatura, ideología y política, Anagrama, Barcelona.
- 1976. Cuáles son los partidos políticos en Catalunya, Editorial La Gaya Ciencia, Barcelona. (En col·laboració amb Lluís Maria Bonet).
- 1977. Maria Girona. Una pintura en llibertat, Edicions 62, Barcelona. (En col·laboració amb A.M. Moix).
- 1978. Josep Pla o la raó narrativa, Edicions Destino, Barcelona. Premi Josep Pla, 1978. (Traducció castellana: Ediciones Península, Barcelona, 1982).[3]
- 1979. Antologia general de la poesia catalana, Edicions 62, Barcelona. (En col·laboració amb J. Molas).
- 1983. Per un debat sobre la cultura a Catalunya, Edicions 62, Barcelona.
- 1984. Generation von 27. Gedichte, Suhrkamp Verlag, Frankfurt am Main. (En col·laboració amb P. Gimferrer).
- 1985. La cultura y las culturas, Argos Vergara, Barcelona.
- 1987. L'hora del lector. Seguit de Poesia, realisme, història, Edicions 62, Barcelona.
- 1987. Memòries poc formals d'un editor literari, extret del llibre Edicions 62. Vint-i-cinc anys (1962 – 1987), Edicions 62, Barcelona. Edició novenal.
- 1988. Els escenaris de la memòria. Edicions 62, Barcelona. Noves edicions, 1995, 2009.
- 1988. Los escenarios de la memoria, Anagrama, Barcelona.
- 2001. La hora del lector. (Edició crítica a cura de Laureano Bonet), Ediciones Península, Barcelona.
- 2001. Nueve novísimos. Amb un “Apéndice documental”, Ediciones Península, Barcelona, 2001. Nova edició, corregida i amb un “Apéndice sentimental”, Ediciones Península, Barcelona, 2006.
- 2005. Vuit segles de poesia catalana, Edicions 62, Barcelona. (En col·laboració amb J. Molas).
- 2007. Dietari de 1973, Edicions 62, Barcelona.[4]
- 2009. Seductors, il·lustrats i visionaris. Edicions 62, Barcelona.
- 2010. Seductores, ilustrados y visionarios, Anagrama, Barcelona.
- 2012. Memòries confidencials d'un editor. Tres escriptors amics, Edicions 62, Barcelona.

## Premis
- Taurus d'assaig, 1970.
- Gaziel de periodisme, 1977.
- Josep Pla de prosa per Josep Pla o la raó narrativa, 1977.
- Joanot Martorell de narrativa per Escenaris de la memòria, 1987.
- Crítica Serra d'Or de Biografies i memòries per Escenaris de la memòria, 1989.
- Premi de literatura catalana de la Generalitat, modalitat prosa, 1989.[5]
- Lletra d'Or per Escenaris de la memòria, 1989.
- Premi Trajectòria, 2004
- Premi Nacional a la Trajectòria Professional i Artística 2009
- Crítica Serra d'Or de Biografies i memòries per Seductors, il·lustrats i visionaris. Sis personatges en temps adversos, 2010.
- Premi Nacional de les Lletres Espanyoles, 2010.

## Condecoracions
- Creu de Sant Jordi de la Generalitat de Catalunya, 1983.
- Medalla Procultura hungàrica de la República d'Hongria, 1987.
- Officier de l'Ordre National du Mérite del govern francès, 1988.
- Medalla de oro de las Bellas artes del Ministerio de Cultura, 1992.
- Medalla d'or al mèrit artístic de l'Ajuntament de Barcelona, 1993.
- Medalla d'Or de la Generalitat de Catalunya, 2003.[6]

## Fons personal
El Fons Josep M. Castellet es conserva a la Biblioteca de Catalunya, després que la seva família en fes donació de l'arxiu i de la biblioteca personal de l'escriptor i editor a la institució el 2016. L'arxiu conté documentació personal, professional, de participació en esdeveniments, obra pròpia (dietaris, llibres, pròlegs, articles i col·laboracions, entrevistes, participacions en congressos, discursos, ressenyes...), entrevistes, obra d'altri, correspondència i aproximadament 2.250 fotografies produïdes entre 1943-2012.
La Biblioteca és un conjunt de prop de 3.200 documents, que reflecteixen els interessos personals i l'activitat intel·lectual i professional de l'escriptor, entre els quals vora 400 exemplars inclouen dedicatòries o anotacions manuscrites, o són edicions limitades impreses entre 1922-2012.